# جرج اسکات (بازیکن فوتبال، زاده ۱۹۴۴)
جرج اسکات (انگلیسی: George Scott؛ زادهٔ ۲۵ اکتبر ۱۹۴۴) بازیکن فوتبال اهل بریتانیا است.
از باشگاه‌هایی که در آن بازی کرده‌است می‌توان به لیورپول، ترانمره راورز و آبردین اشاره کرد.